# Stainforth, North Yorkshire
Stainforth är en by och en civil parish i Storbritannien. Den ligger i grevskapet North Yorkshire och riksdelen England, i den centrala delen av landet, 300 km nordväst om huvudstaden London. Orten har 231 invånare (2011). Byn nämndes i Domedagsboken (Domesday Book) år 1086, och kallades då Stainforde/Stranforde.